# Barmenia-Haus (Hannover)

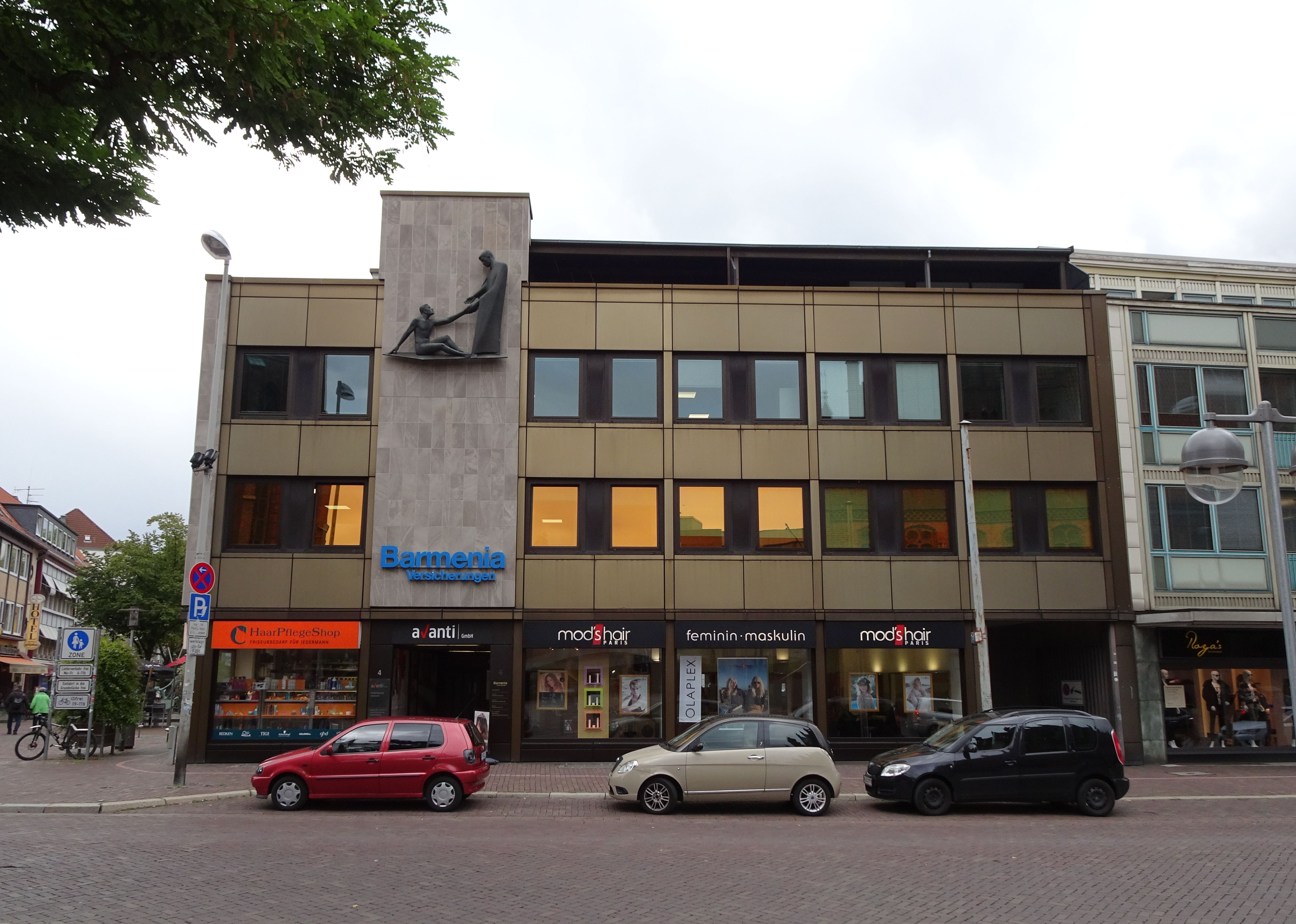
Das Barmenia-Haus in der Schmiedestraße 4

Das Barmenia-Haus in Hannover ist ein für die Barmenia-Versicherungen errichtetes Gebäude im Zentrum der niedersächsischen Landeshauptstadt. Standort ist die Schmiedestraße 4 Ecke Grupenstraße im Stadtteil Mitte.

## Geschichte und Beschreibung
Das Gebäude wurde im Jahr 1958 nach Plänen des Architekten Karl-Heinz Lorey für die Barmenia-Versicherungen errichtet. Dabei sollte als Bauschmuck an der Fassade eine schon sechs Jahre ältere Bronzeplastik des Bildhauers Hermann Scheuernstuhl Verwendung finden: Die Figuren  des Barmherzigen Samariters und des Schutzbedürftigen hatte Scheuernstuhl im Jahr 1952 in der für ihn typischen Art als überlebensgroße, sowohl vollplastische wie auch flache Skulptur ausgestaltet, ähnlich, wie er dies mit seinem Bronze-Hochrelief „Arzt und Patient“ an der ehemaligen Hautklinik Linden und der „Musik und Schauspiel“ an der Aula der Leibnizschule in der Röntgenstraße formulierte.
Lorey inszenierte die 2,2 Meter hohe Bauplastik geschickt auf einem glatten, scheinbar lebendig aufgelockerten Risalit, dessen Naturstein-Fassade aus farbigen Eloxalplatten durch die glatte, symmetrisch angeordnete Maserung einen gelungenen Hintergrund für Scheuernstuhls Kunstwerk bildet.